# Feux de Noël en Bazadais
Les feux de Noël en Bazadais (en occitan Halhas de Nadau en Vasadés) sont une pratique de feux de Noël de la région du Bazadais, située en Gironde, région Nouvelle-Aquitaine. Ils s’inscrivent dans la pratique des feux solsticiaux du 25 décembre.
La pratique est inscrite à l'Inventaire du patrimoine culturel immatériel en France dans le domaine des pratiques festives.

## Historique
Cette tradition était très populaire jusqu’au milieu du XXe siècle. Depuis les années 1990, elle est la source d’un regain d’intérêt, mais son expression emprunte parfois des formes très éloignées des feux originaux, comme une procession aux flambeaux par exemple.

## La pratique des feux de Noël
Les feux de Noël sont, dans le Bazadais, un rituel familial de la nuit du 24 décembre ou 25 décembre. Parents et enfants font le tour des champs leur appartenant, le plus souvent proches de leur maison, avec un brandon mobile en récitant des incantations censées protéger leur récolte future.